# 普雷迪格教堂 (苏黎世)
普雷迪格教堂（Predigerkirche）是瑞士苏黎世老城的4座主要教堂之一，另外三座是苏黎世圣母大教堂、苏黎世大教堂和苏黎世圣彼得教堂。1231年始建，为道明会修道院，罗曼式建筑。1308-1350年改建为哥特式。钟楼高96米，为苏黎世最高的哥特式建筑。

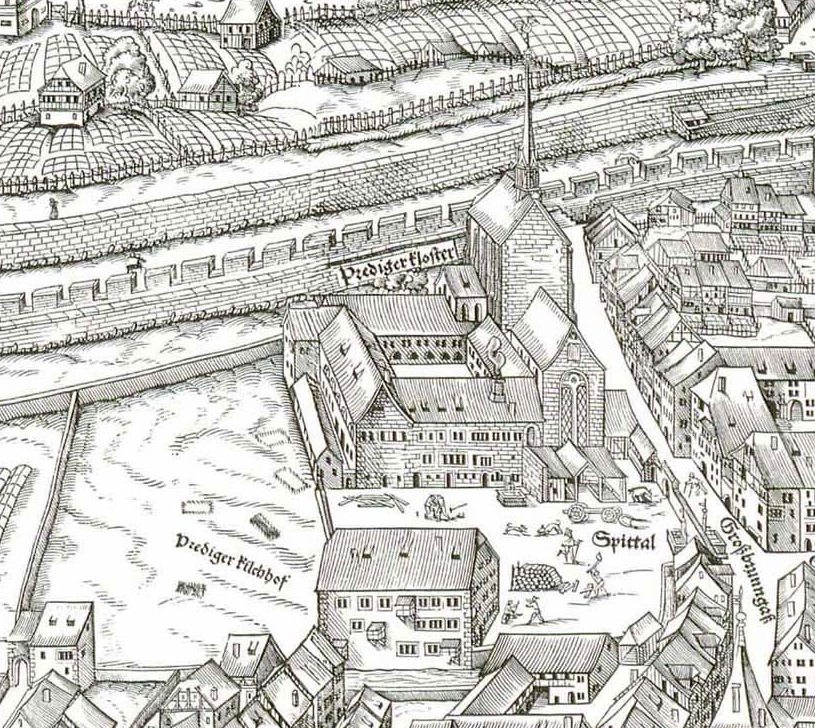
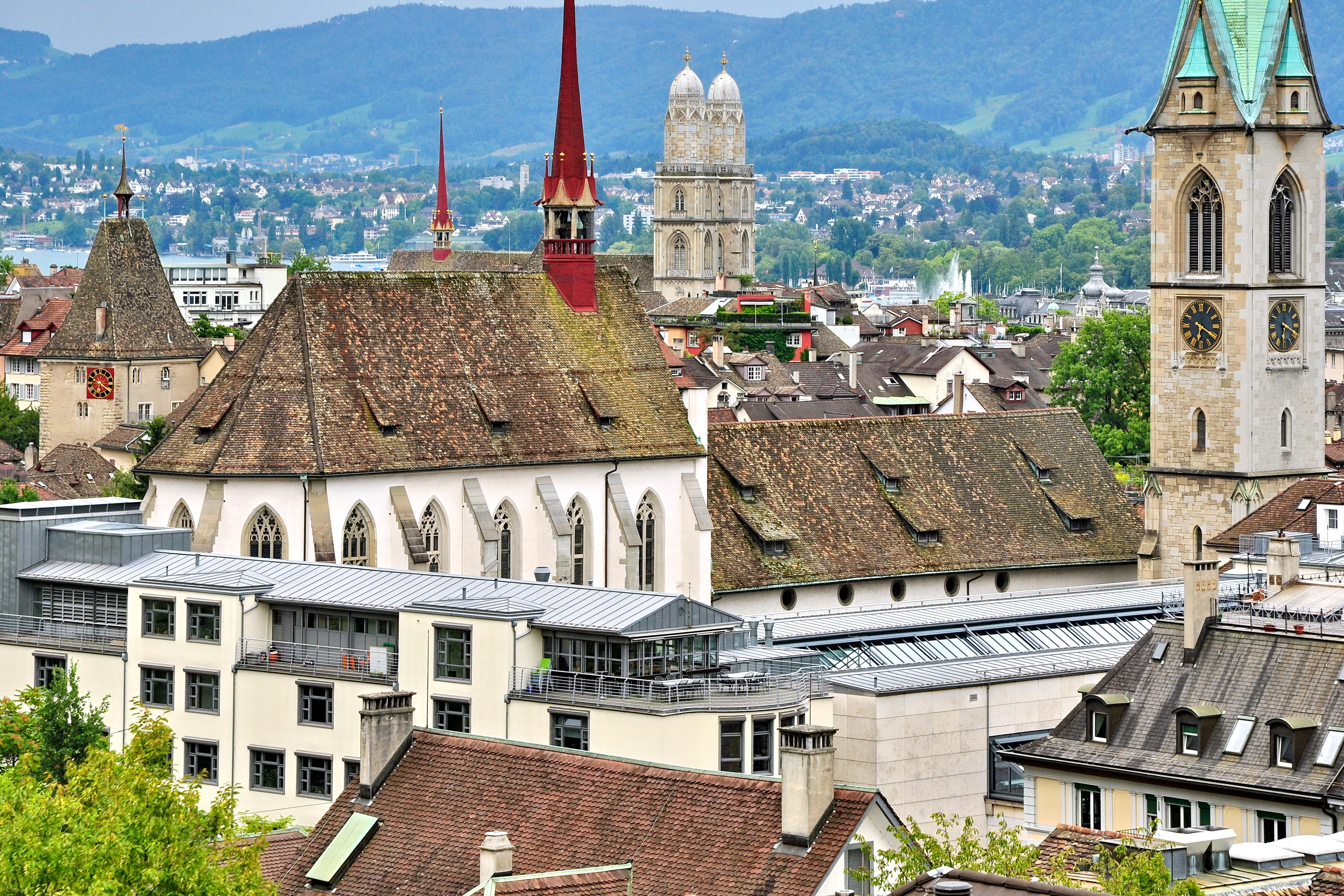
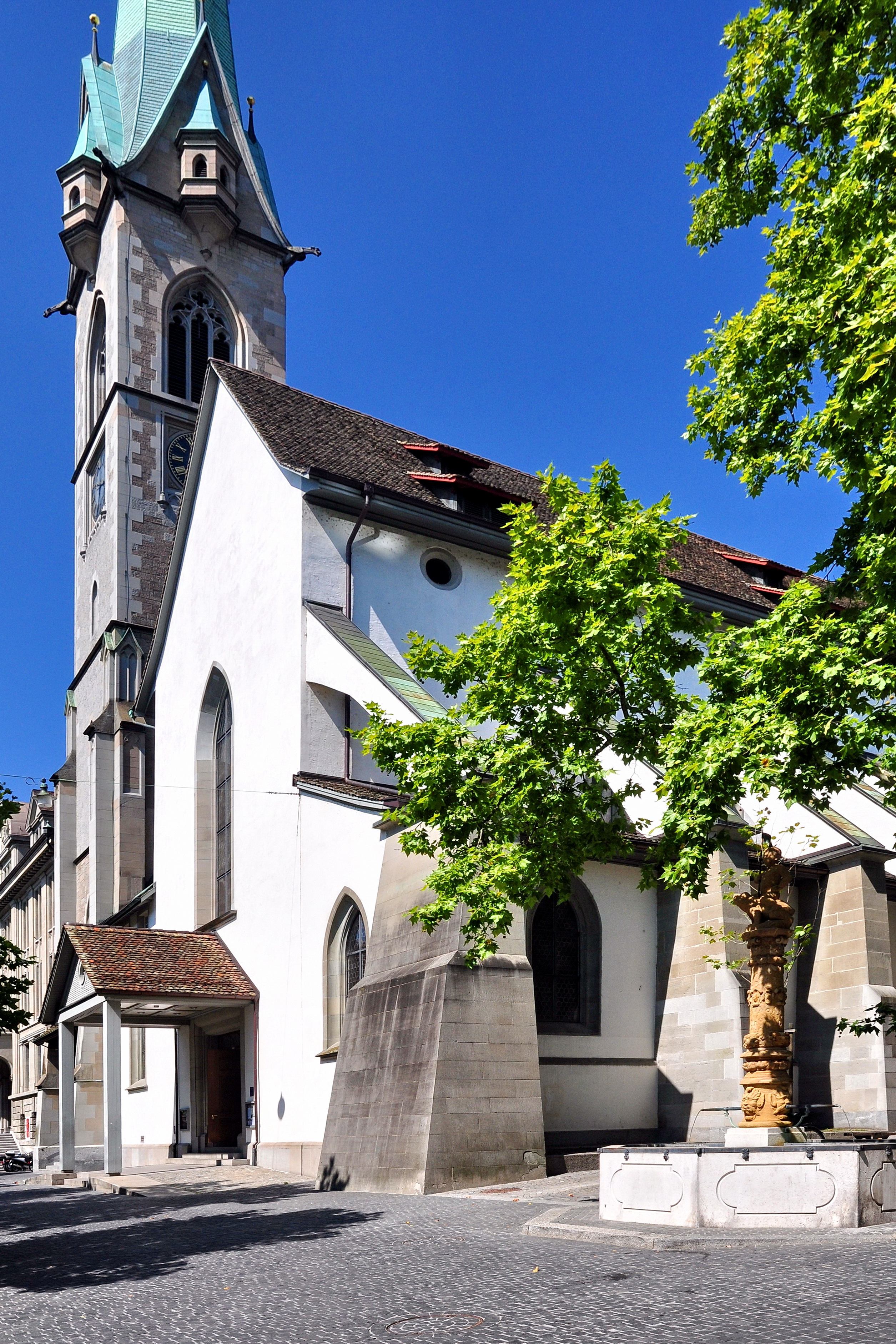
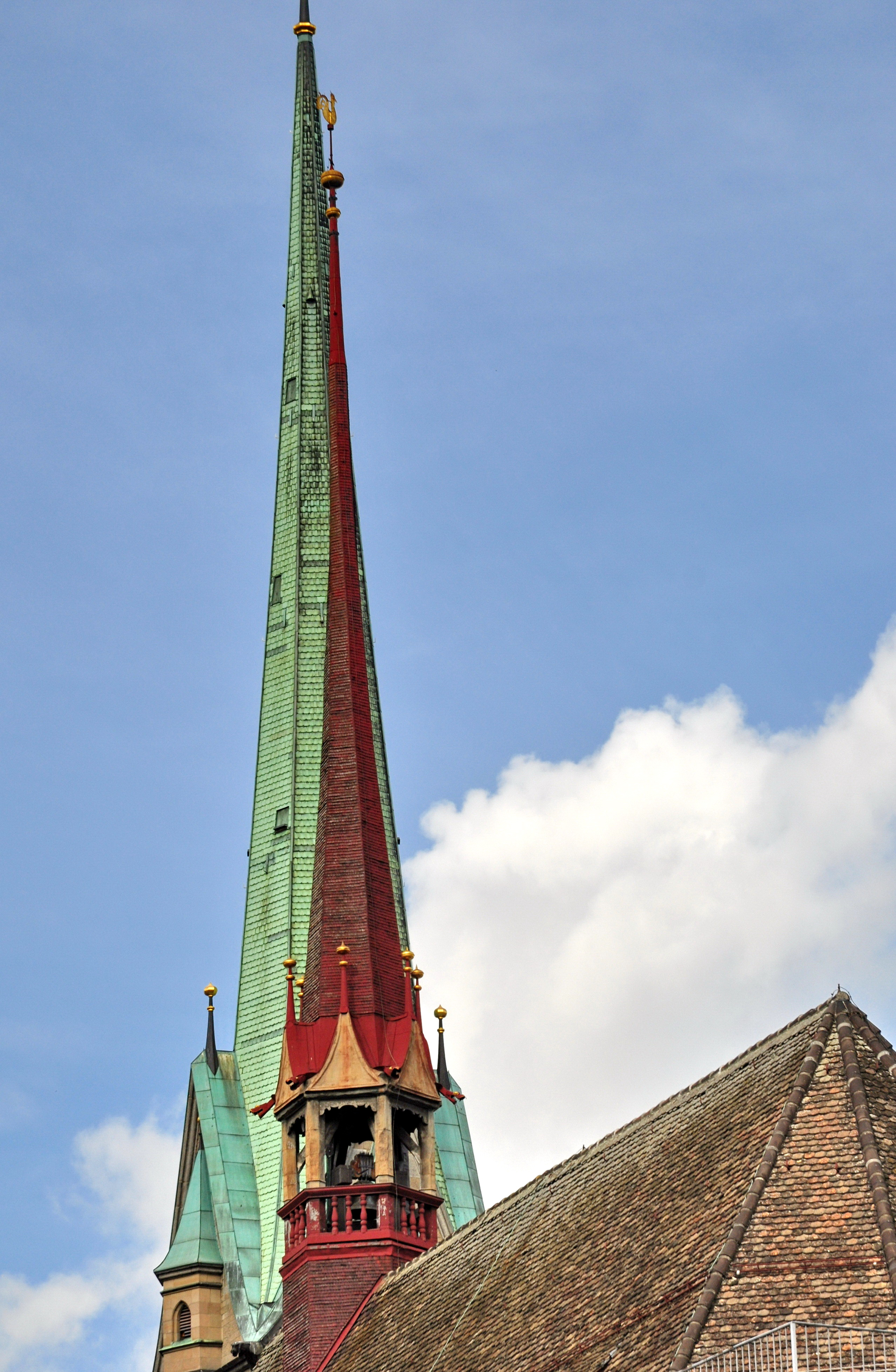
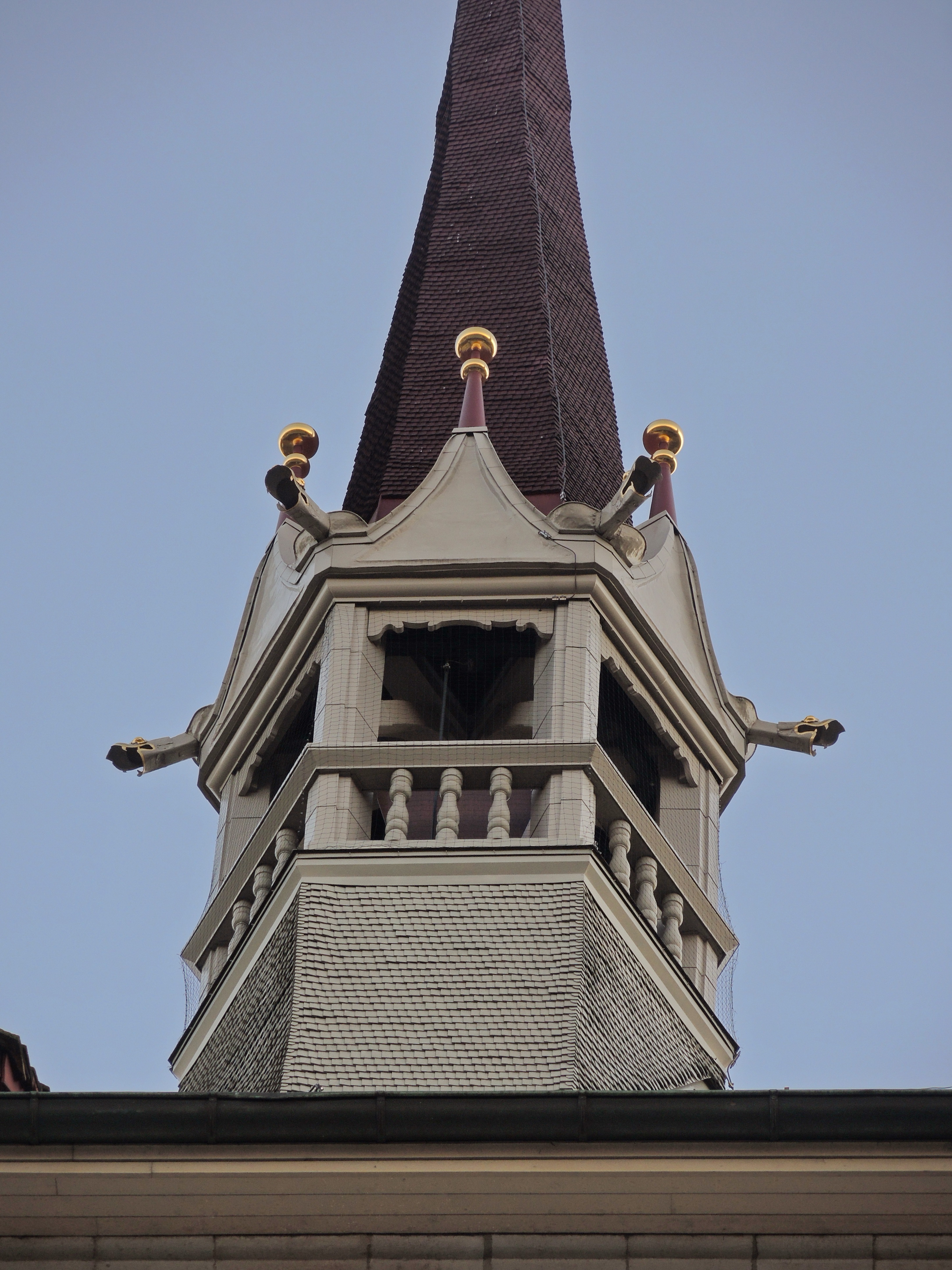
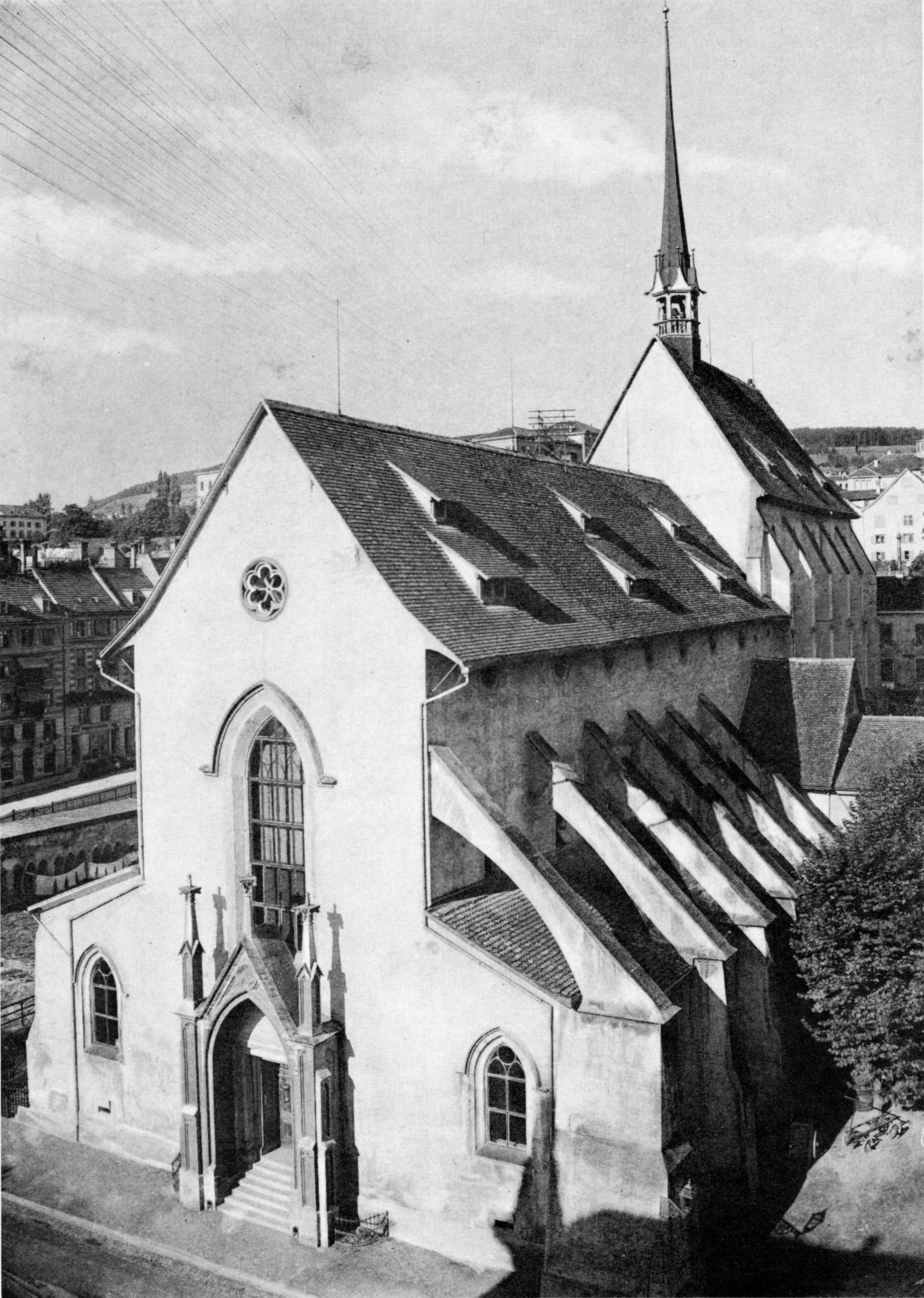
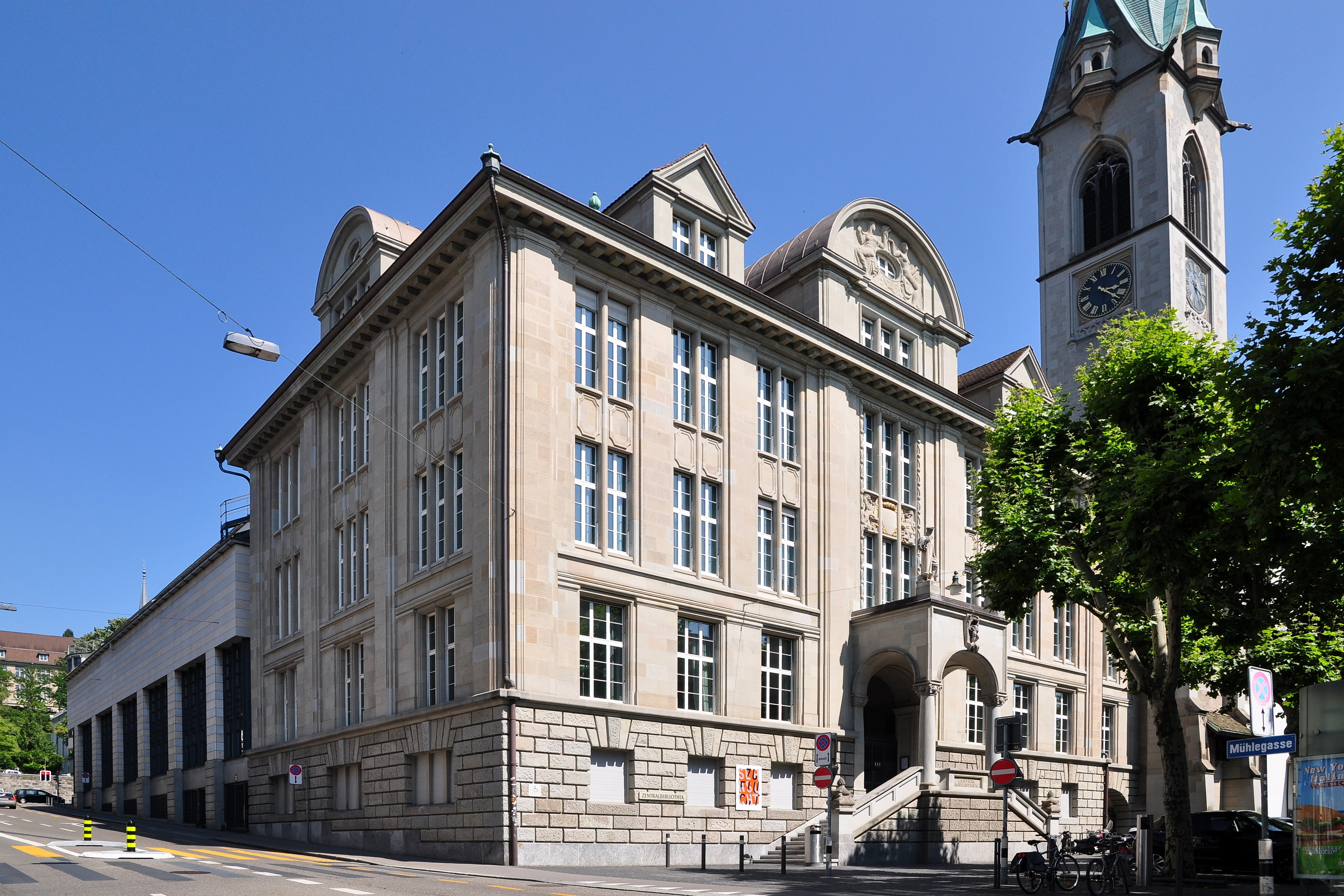
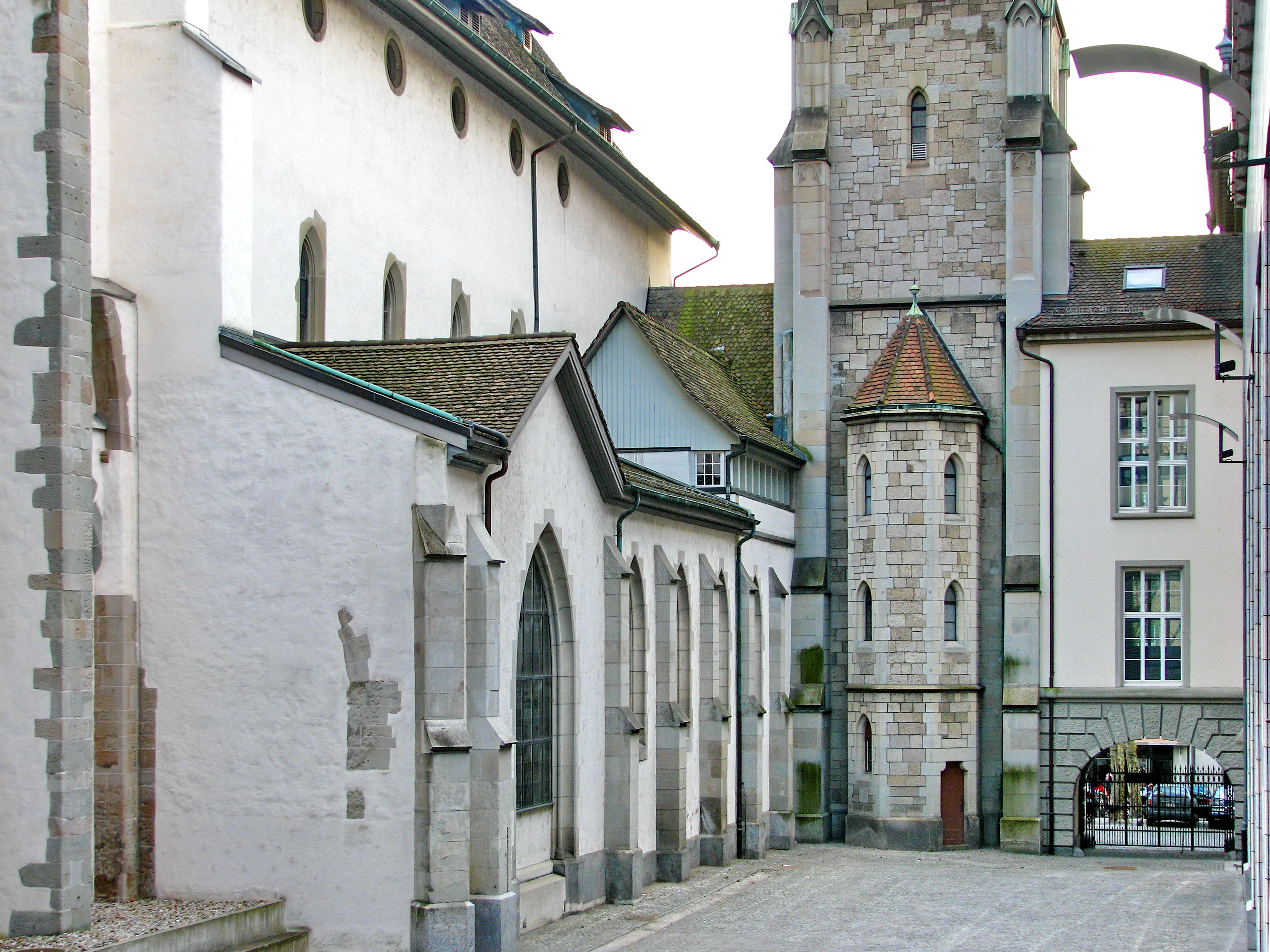
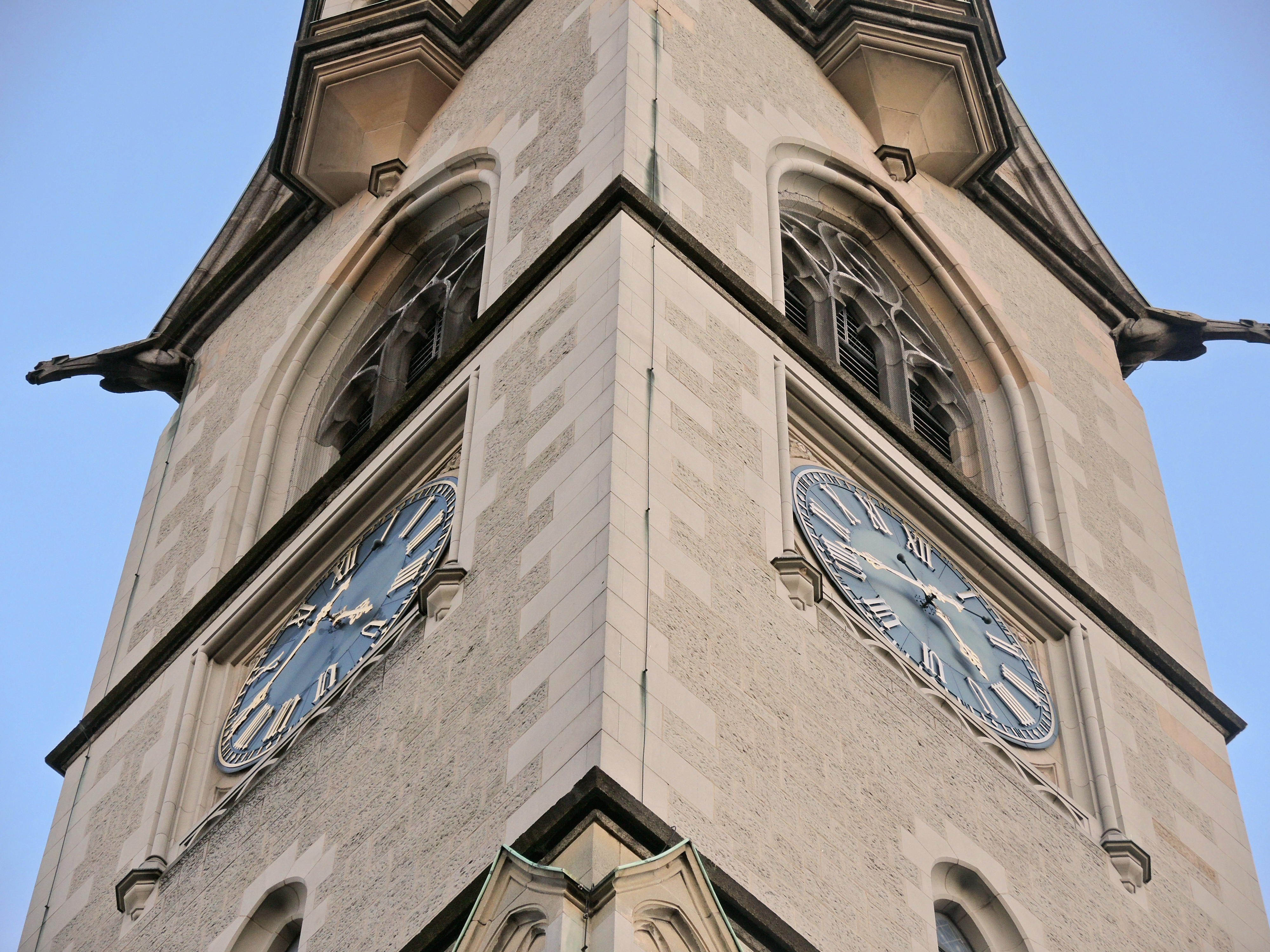
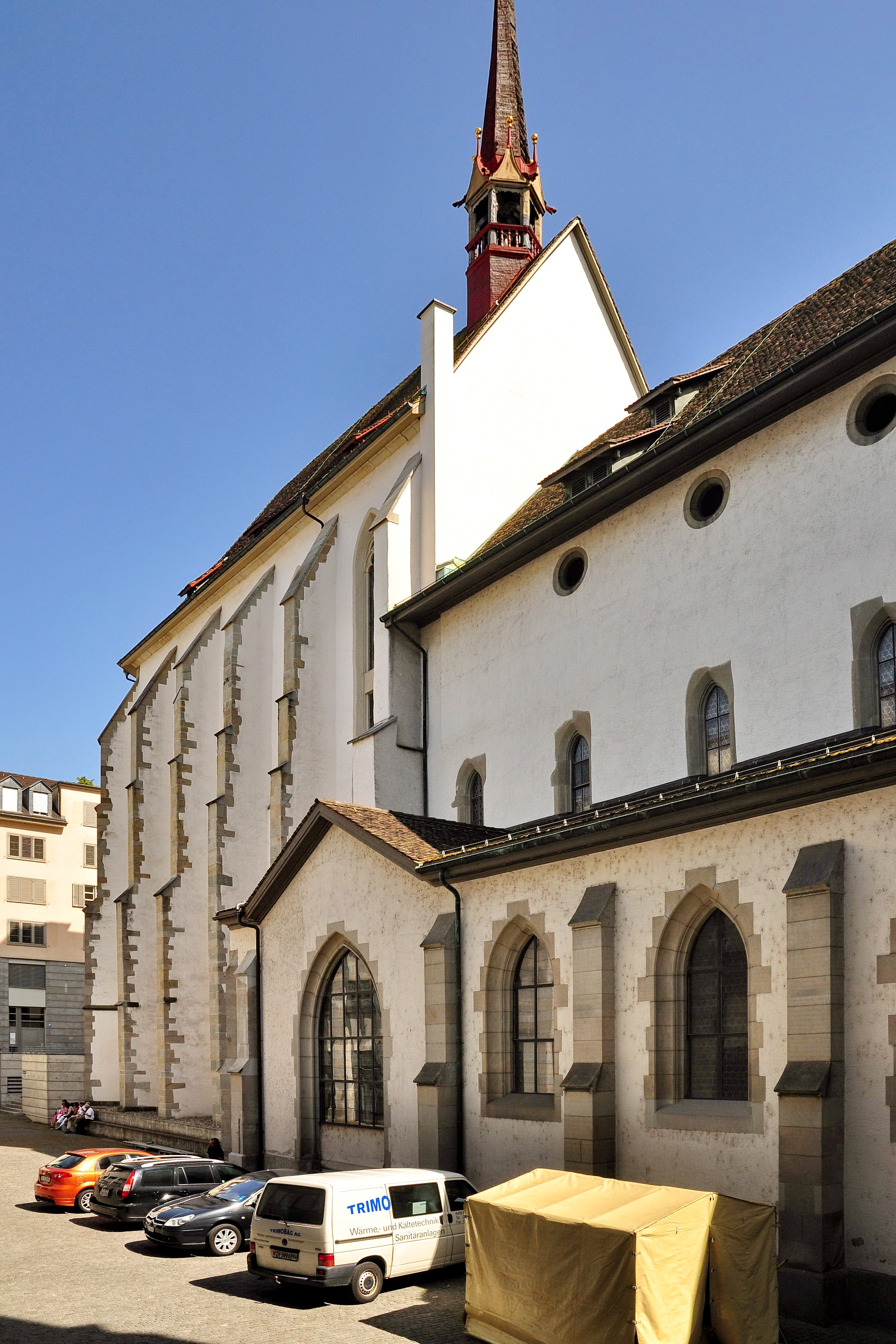
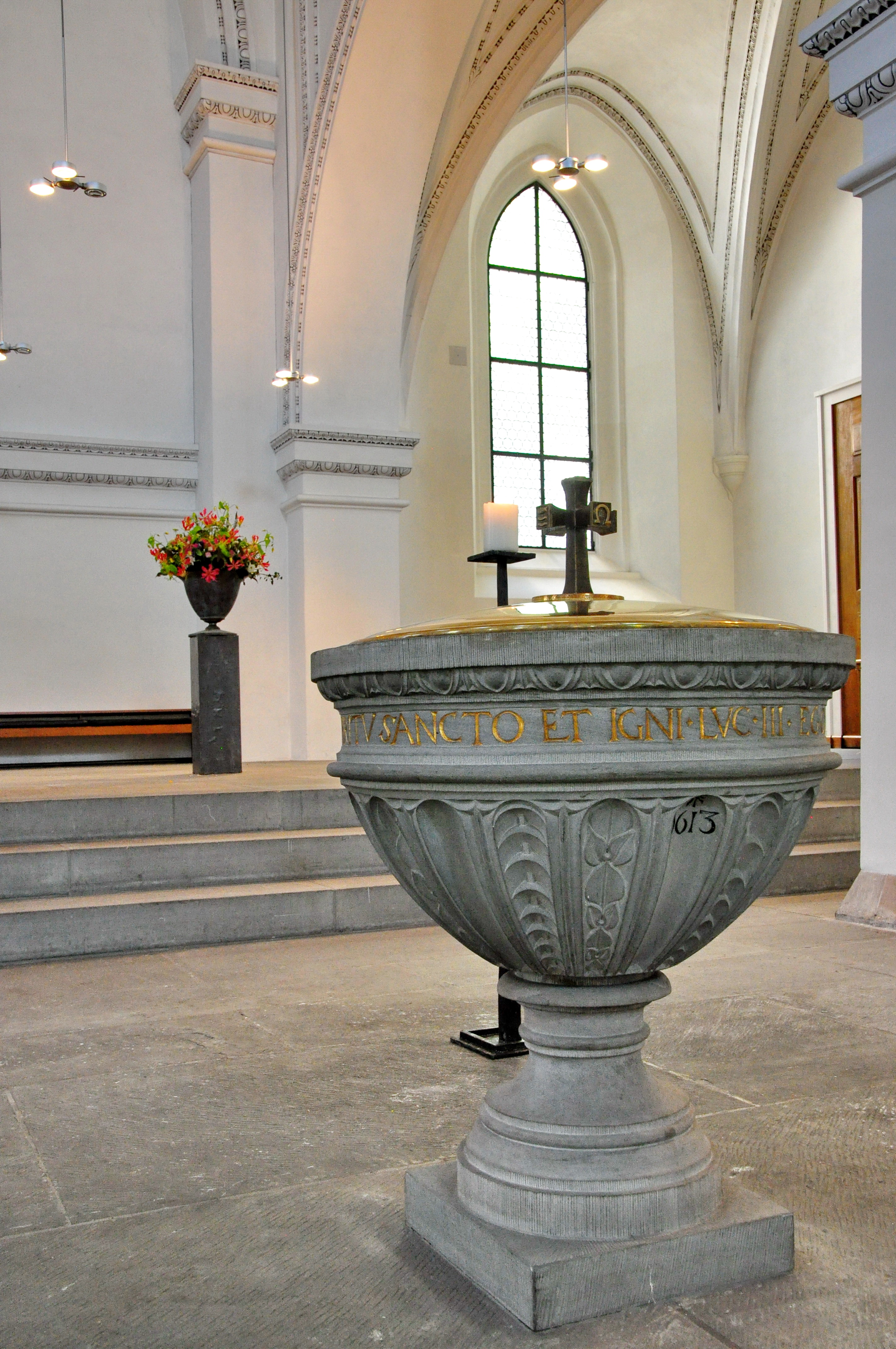
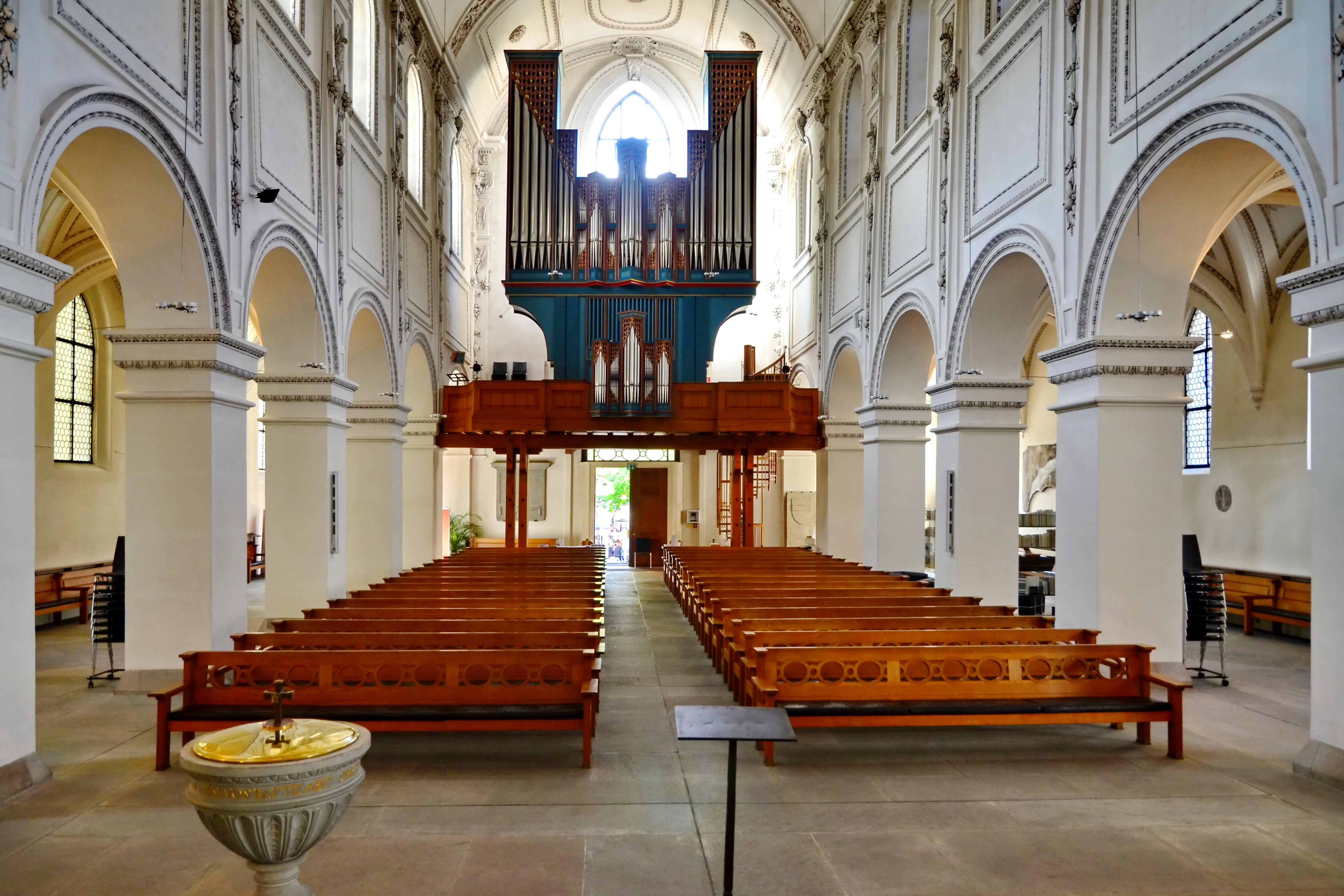
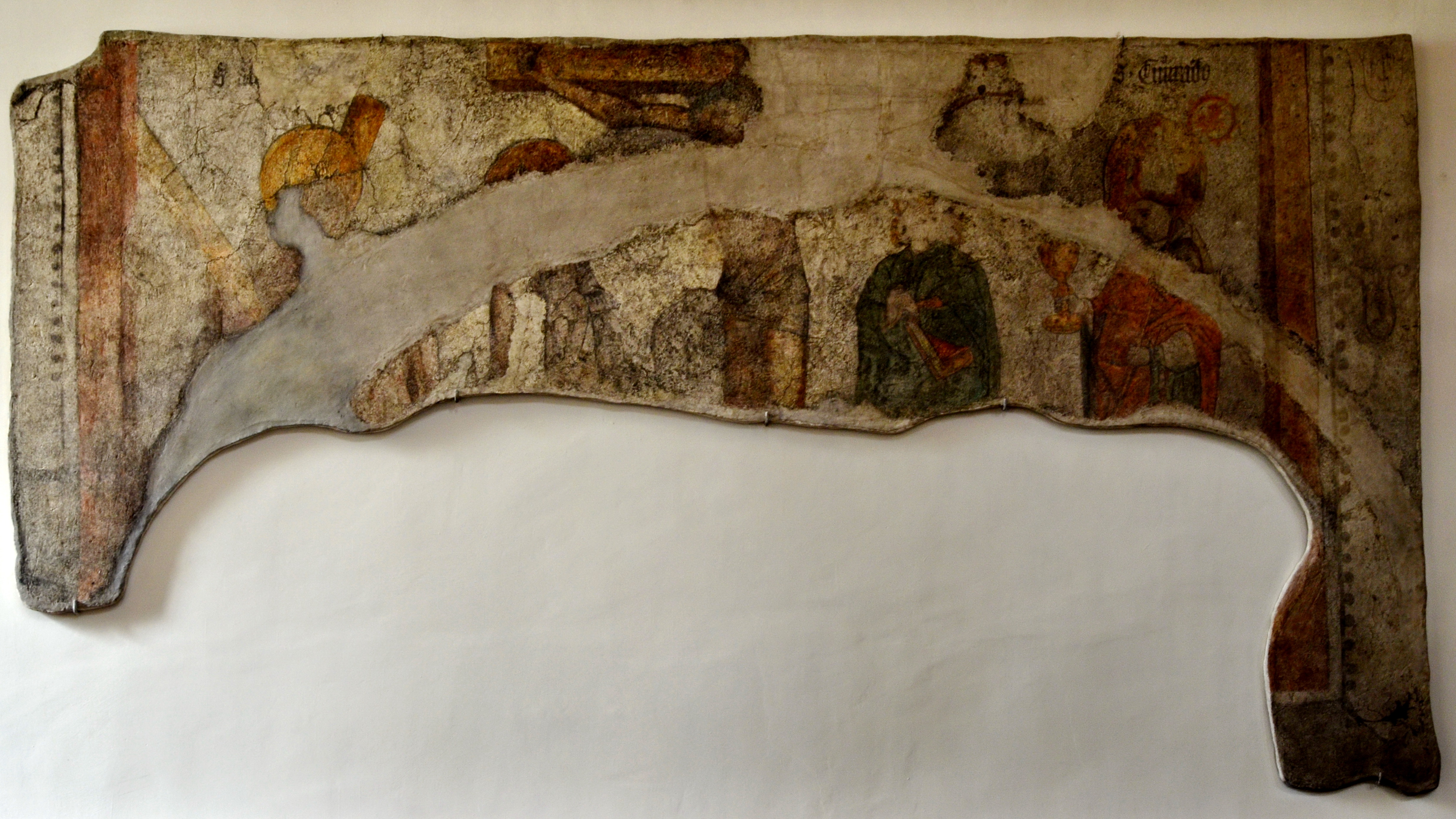
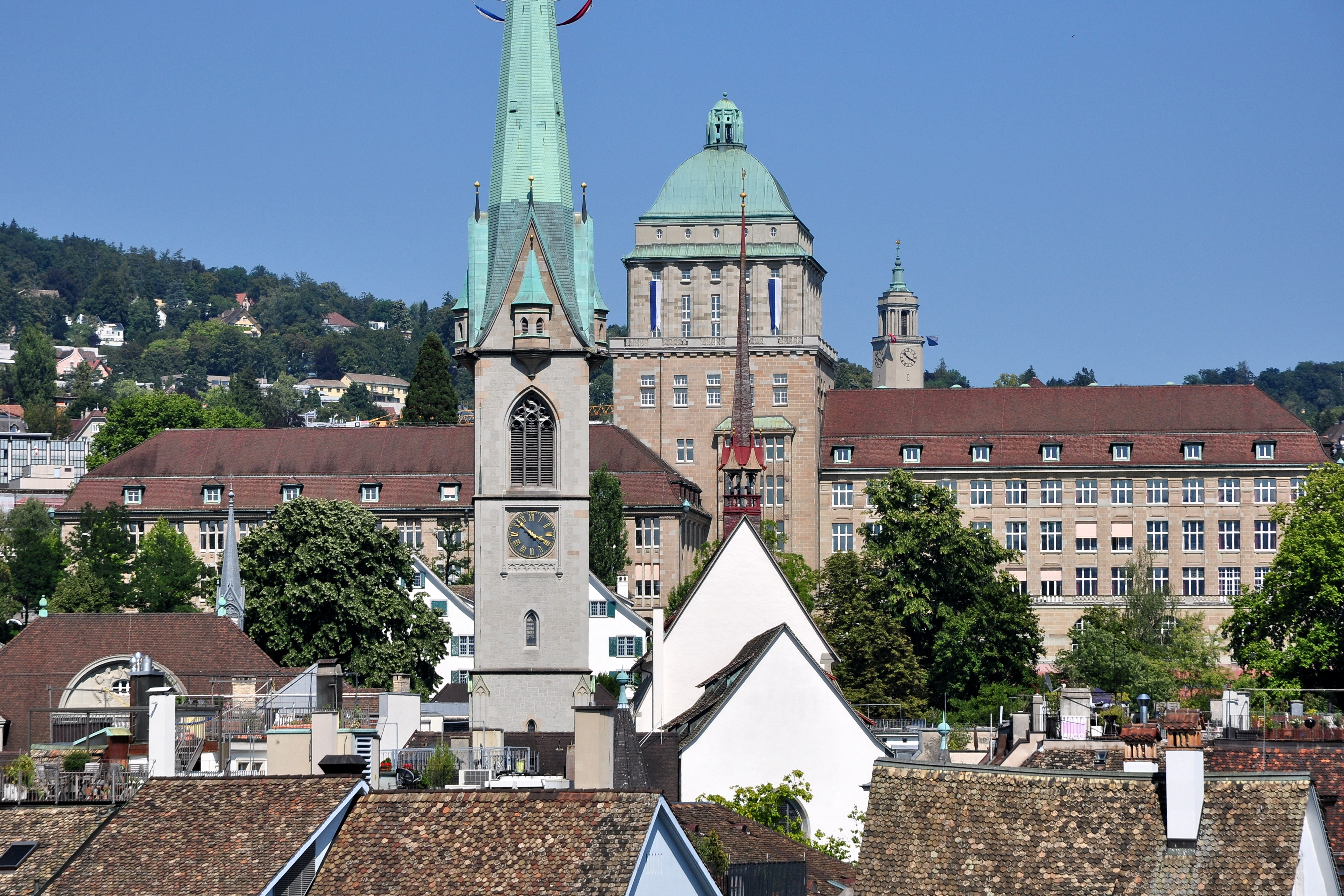
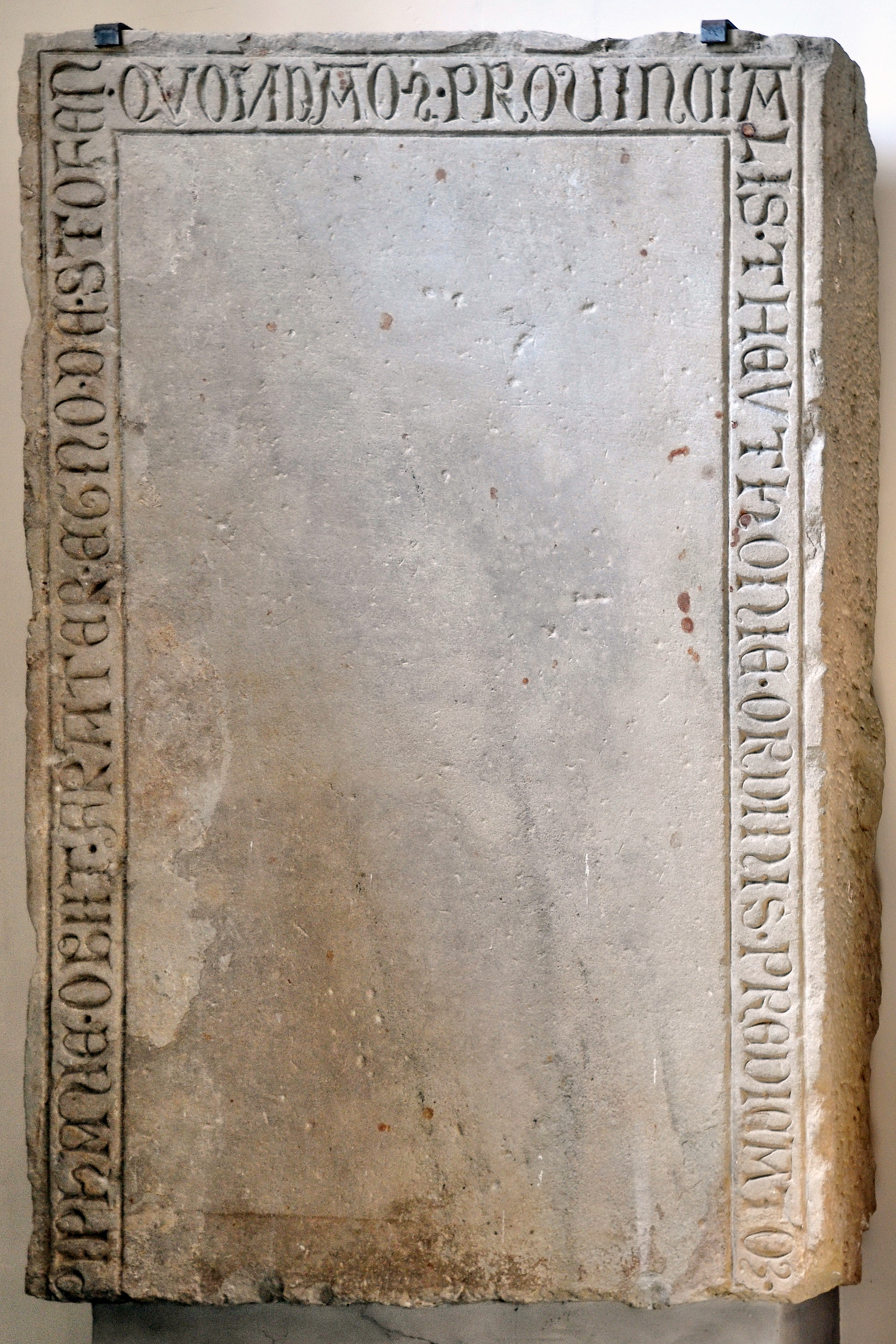
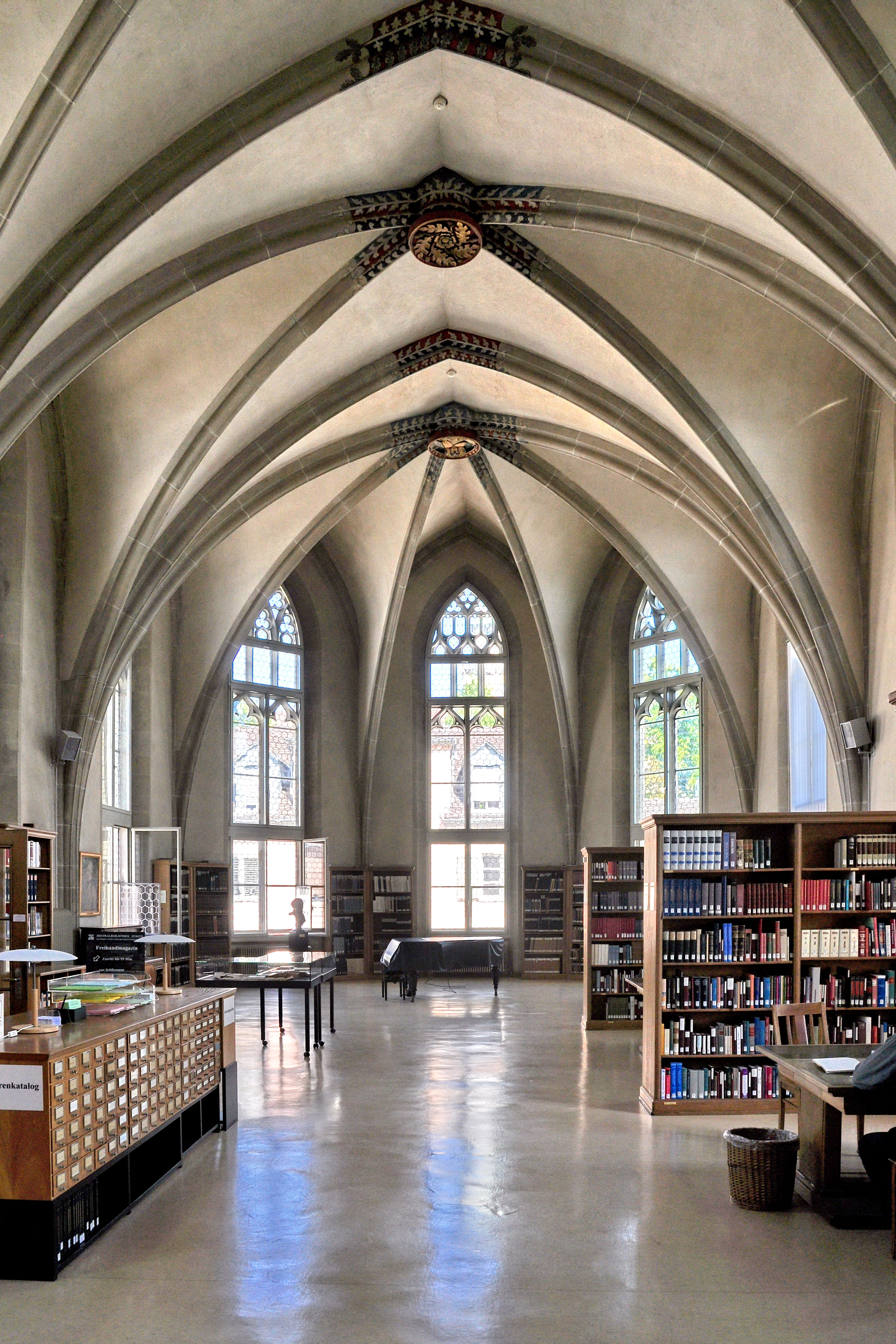
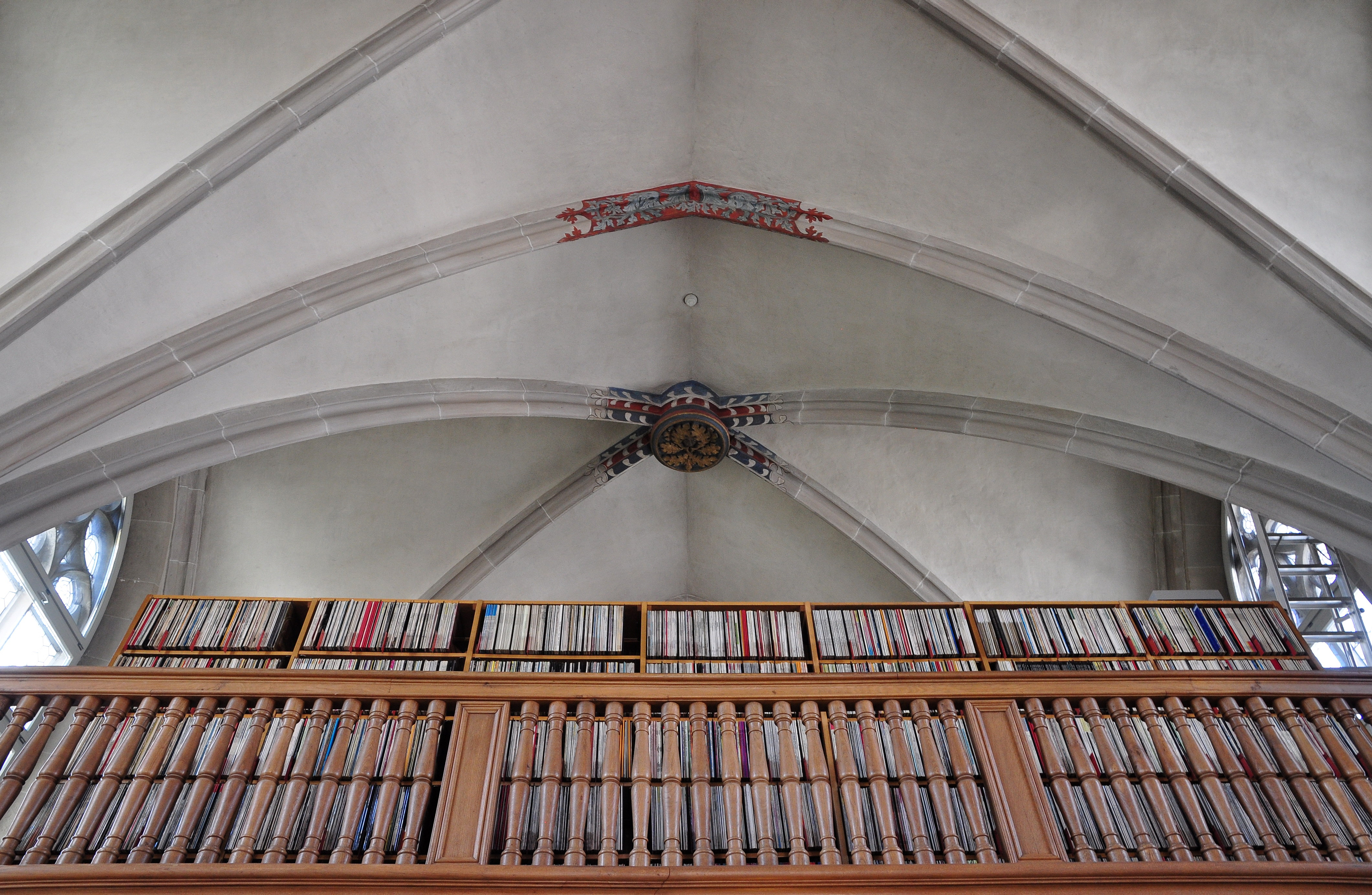
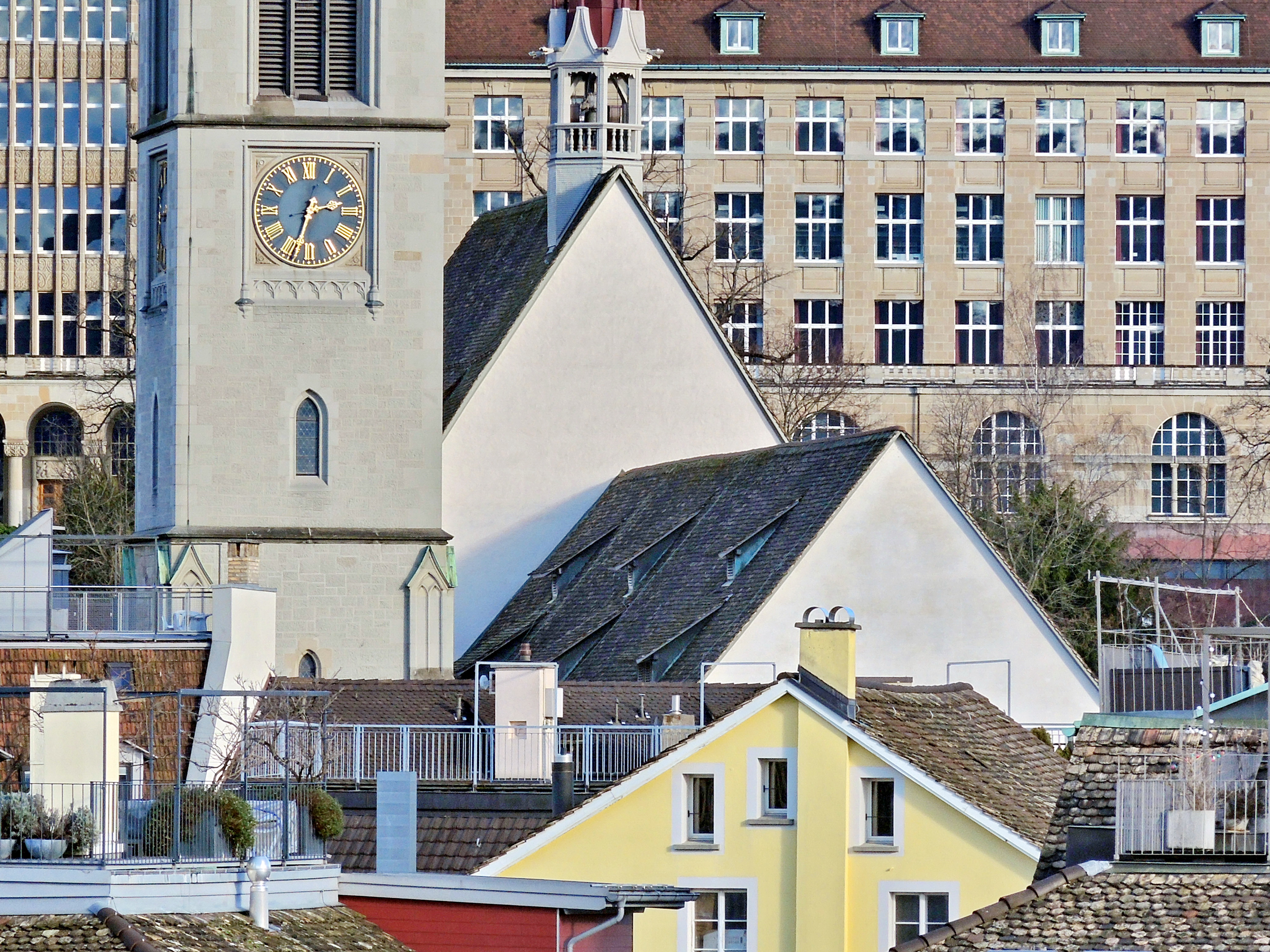